# Municipio de Aurena
El municipio de Aurena (en inglés: Aurena Township) es un municipio ubicado en el condado de McLean en el estado estadounidense de Dakota del Norte. En el año 2010 tenía una población de 20 habitantes y una densidad poblacional de 0,21 personas por km².

## Geografía
El municipio de Aurena se encuentra ubicado en las coordenadas 47°43′5″N 100°47′22″O / 47.71806, -100.78944. Según la Oficina del Censo de los Estados Unidos, el municipio tiene una superficie total de 93.35 km², de la cual 92,2 km² corresponden a tierra firme y (1,23 %) 1,14 km² es agua.

## Demografía
Según el censo de 2010, había 20 personas residiendo en el municipio de Aurena. La densidad de población era de 0,21 hab./km². De los 20 habitantes, el municipio de Aurena estaba compuesto por el 100 % blancos. Del total de la población el 0 % eran hispanos o latinos de cualquier raza.